# Miradouro do Pico Timão
O Miradouro do Pico Timão é um mirante português localizado no Pico Timão (Serra Dormida) próximo à Serra Branca, concelho de Santa Cruz da Graciosa, ilha Graciosa, Açores.
Este mirante localiza-se no segundo ponto mais elevado da ilha Graciosa, o Pico Timão que se eleva a 398 metros de altitude acima do nível do mar.
Daqui avista-se uma paisagem de campos verdes, pastagens e campos de cultivo que se estendem até ao mar. A vegetação circundante, antiga, típica das floresta da Laurissilva, característica da Macaronésia, onde se destacam a urze, a faia, e o vinhático emprestam ao ambiente um aspecto e odor único. Ao longe o mar enche a paisagem com tons de azul enfeitado pela ilha Terceira, pela ilha de São Jorge, pela ilha do Pico e pela ilha do Faial que enchem o horizonte.